# Pane e cioccolata
Pane e cioccolata è un film del 1973 diretto da Franco Brusati e interpretato da Nino Manfredi e Johnny Dorelli. Il tema principale del film è l'emigrazione italiana in Svizzera. Considerato uno dei migliori film di Manfredi, grazie anche alla sceneggiatura e alla regia di Brusati, che tiene perfettamente in armonia dramma e umorismo. La pellicola, che si aggiudicò vari premi cinematografici, è stata in seguito inserita, come opera rappresentativa, nella lista dei 100 film italiani da salvare.

## Trama
A Giovanni Garofoli, detto Nino, lavoratore precario in Svizzera, per anni lontano dalla Patria e dagli affetti, sembra prospettarsi un futuro benevolo, vanificato da una fotografia che lo ritrae ad orinare su un muretto. Disoccupato e clandestino, Nino non si dà per vinto. Ospitato per qualche giorno da Elena, rifugiata politica greca, Nino si affida a un miliardario italiano, riparato in Svizzera per reati fiscali ed esportazione illecita di capitali, incontrato una sera al ristorante e al quale consegna perfino i suoi scarsi e sudati risparmi, nella speranza di poter essere assunto come suo cameriere personale. L'industriale, sull'orlo della bancarotta, si toglie la vita lasciandolo senza lavoro, denaro e, soprattutto, il permesso di soggiorno.
Nino trova rifugio dapprima presso dei minatori, improvvisando un commovente spettacolo serale di travestiti, poi presso dei clandestini che vivono in un pollaio, condiviso con le stesse galline che devono uccidere e spennare. Scioccato dalla loro esistenza degradata e scrutando dei giovani biondi e benestanti fare un bagno al fiume, schiarendosi i capelli, decide allora di fingersi svizzero. In un bar, tuttavia, assiste alla telecronaca di una partita della Nazionale di Calcio italiana, continuando seppur goffamente, a recitare la parte del biondo elvetico, fino a quando ad una rete degli Azzurri, egli è incapace di trattenere la gioia irrefrenabile, esplodendo in un urlo liberatorio.
Fallito questo tentativo patetico, viene accompagnato dalle autorità e fatto salire sul treno per l'Italia ma sul punto di montare in vettura, viene raggiunto da Elena, che gli consegna un rinnovo del permesso, ottenuto dal suo compagno svizzero ed agente di Polizia. Nino declina ringraziandola ma una volta in viaggio, si trova come infastidito dall'atteggiamento di alcuni connazionali - anch'essi sulla via del rimpatrio - intenti a intonare, in funzione consolatoria il famoso stornello napoletano sulla rassegnazione (Chi ha avuto avuto avuto...). Giunto sotto il Traforo del Lötschberg, tira il freno d'emergenza e torna indietro per riprendere la sua battaglia.

## Produzione
Il film, originariamente concepito per Ugo Tognazzi, subì diversi rimaneggiamenti a opera dello stesso Manfredi quando questi subentrò nel progetto al posto dell'attore cremonese. Il fatto destò malumore e polemiche all'uscita del film, con Jaja Fiastri e Franco Brusati che contestavano all'attore la pretesa di essere inserito nei crediti anche come sceneggiatore. Manfredi, d'altra parte, affermava di aver apportato delle significative modifiche, anche grazie all'esperienza vissuta in prima persona come figlio di immigrati negli Stati Uniti.

## Accoglienza
Il film riscosse consenso di pubblico e di critica e venne lanciato con successo in numerosi paesi europei, Francia compresa. Nel 1978 ebbe una circolazione, sebbene limitata, negli Stati Uniti.

## Nella cultura di massa
A cavallo tra i due primi decenni del XXI secolo il film ottenne ulteriore fama tra le nuove generazioni attraverso YouTube. Diventò infatti "di culto" sulla piattaforma la scena in cui l'industriale (Johnny Dorelli) risponde ai suoi figli "Non me ne frega un cazzo" dopo che questi ultimi gli hanno chiesto di andare al collegio con Jim. Molti creatori la ritagliarono e la misero nelle loro YTP (Youtube Poop, che sono sostanzialmente video demenziali al limite del nonsense), e ancora oggi, a distanza di molti anni, vengono prodotti molti di questi video che contengono il suddetto spezzone.

## Riconoscimenti
- 1974 - David di Donatello[6]
  - Miglior film
  - Miglior attore protagonista a Nino Manfredi
  - David Europeo a Franco Brusati
- 1974 - Festival di Berlino[6]
  - Orso d'argento a Franco Brusati
  - Candidatura Orso d'oro a Franco Brusati
- 1974 - Grolla d'oro[6]
  - Miglior attore a Nino Manfredi
- 1975 - Nastro d'argento[6]
  - Miglior soggetto a Franco Brusati
- 1978 - Premio César[6]
  - Candidatura Miglior film straniero a Franco Brusati
- 1978 - Kansas City Film Critics Circle Awards[6]
  - Miglior film straniero
- 1978 - National Board of Review[6]
  - Miglior film straniero
- 1978 - New York Film Critics Circle Awards[6]
  - Miglior film in lingua straniera (Italia)
  - (Secondo posto) Miglior sceneggiatura a Franco Brusati

## Edizione DVD Blu ray
La prima edizione in DVD e Blu-Ray per il mercato italiano è uscita il 2 dicembre 2014. Entrambe le due edizioni home video contengono la versione restaurata del film, curata dalla Cineteca di Bologna, oltre a tre extra realizzati per l'occasione: Una macchina con due motori. Franco Brusati e la realizzazione di Pane e cioccolata (62 min ca); A proposito di Pane e Cioccolata: conversazione tra Paolo Virzì e Andrea Occhipinti (17 min ca); Il restauro (7 min ca).